# Ляпуново (Тверська область)
Ляпуново (рос. Ляпуново) — присілок в Торопецькому районі Тверської області Російської Федерації.
Населення становить 65 осіб. Входить до складу муніципального утворення Подгородненське сільське поселення.

## Історія
Від 2005 року входить до складу муніципального утворення Подгородненське сільське поселення.

## Населення
| 2010 |
| ---- |
| 65   |